# Arrondissement Nancy
Nancy is een arrondissement van het Franse departement Meurthe-et-Moselle in de regio Grand Est. De onderprefectuur is Nancy.

## Kantons
Het arrondissement was tot 2014 samengesteld uit de volgende kantons:
- Kanton Dieulouard
- Kanton Haroué
- Kanton Jarville-la-Malgrange
- Kanton Laxou
- Kanton Malzéville
- Kanton Nancy-Est
- Kanton Nancy-Nord
- Kanton Nancy-Ouest
- Kanton Nancy-Sud
- Kanton Neuves-Maisons
- Kanton Nomeny
- Kanton Pompey
- Kanton Pont-à-Mousson
- Kanton Saint-Max
- Kanton Saint-Nicolas-de-Port
- Kanton Seichamps
- Kanton Tomblaine
- Kanton Vandœuvre-lès-Nancy-Est
- Kanton Vandœuvre-lès-Nancy-Ouest
- Kanton Vézelise

Na de herindeling van de kantons bij decreet van 26 februari 2014, met uitwerking op 22 maart 2015, zijn dat:
- Kanton Entre Seille et Meurthe
- Kanton Le Grand Couronné
- Kanton Jarville-la-Malgrange
- Kanton Laxou
- Kanton Lunéville-1 (deel: 21 v/d 26)
- Kanton Lunéville-2 (deel: 41 v/d 54)
- Kanton Meine au Saintois (deel: 61 v/d 98)
- Kanton Nancy-1
- Kanton Nancy-2
- Kanton Nancy-3
- Kanton Neuves-Maisons
- Kanton Le Nord-Toulois (deel: 1 v/d 57)
- Kanton Pont-à-Mousson (deel: 18 v/d 24)
- Kanton Saint-Max
- Kanton Val de Lorraine Sud
- Kanton Vandœuvre-lès-Nancy